# Тюрнев, Пётр Фёдорович
Пётр Фёдорович Тюрнев (21 декабря 1911, с. Заборье, Киренский район, Иркутская область — 22 июля 1990, Москва) — генерал-лейтенант, заместитель представителя Главного командования Объединённых Вооружённых Сил государств — участников Варшавского договора. Герой Советского Союза (1965).

## Биография
Родился в 1911 году в селе Заборье Киренского уезда Иркутской губернии (ныне — Киренский район Иркутской области) в крестьянской семье. Русский.
Окончил семь классов школы и судо-механическое отделение школы ФЗУ в городе Киренске.
С мая 1930 года на комсомольской работе:
- заведующий культпросветотделом Киренского райкома ВЛКСМ;
- заведующий культпросветотделом Усть-Кутского райкома ВЛКСМ;
- заместитель заведующего культпросветотделом Восточно-Сибирского крайкома ВЛКСМ;
- секретарь Усть-Кутского райкома ВЛКСМ;
- секретарь Свердловского райкома ВЛКСМ (город Иркутск).

В 1933—1935 годах — на службе в РККА.
После демобилизации работал инструктором политотдела 3-го отделения ВСЖД и помощником начальника по комсомолу.
С 1939 года вновь в армии, участвовал в боях на Халхин-Голе. Окончил военно-политическое училище в Горьком.
В годы Великой Отечественной войны воевал в должности военкома и начальника политотдела танковой и артиллерийско-самоходных бригад на фронтах:
- Северо-Западном,
- Западном,
- Брянском,
- Центральном,
- 2-м Прибалтийском,
- 2-м и 3-м Украинских,
- Забайкальском.

После войны окончил Военно-политическую академию им. В. И. Ленина, вёл политическую работу в советских войсках в Германии.
Указом Президиума Верховного Совета СССР от 7 мая 1965 года «за образцовое выполнение боевых заданий командования, умелое руководство партийно-политической работой в боевых условиях, мужество и героизм, проявленные в борьбе с фашистскими захватчиками, и в ознаменование 20-летия Победы советского народа в Великой Отечественной войне 1941—1945 гг.» генерал-майору Тюрневу Петру Фёдоровичу присвоено звание Героя Советского Союза с вручением ордена Ленина и медали «Золотая Звезда»
С января 1964 по декабрь 1969 года — член Военного совета — начальник политуправления Дальневосточного военного округа.
В 1969—1975 — заместитель представителя Главного командования Объединённых Вооружённых Сил государств — участников Варшавского договора.
После отставки в 1975 году жил в Москве.
Умер 22 июля 1990 года. Похоронен на Троекуровском кладбище.

## Награды
- Медаль «Золотая Звезда» Героя Советского Союза;
- орден Ленина;
- три ордена Красного Знамени;
- орден Суворова 2-й степени;
- два ордена Отечественной войны 1-й степени;
- орден Отечественной войны 2-й степени;
- четыре ордена Красной Звезды;
- орден «За службу Родине в Вооружённых Силах СССР» 3-й степени;
- медали.

## Иностранные награды
- Орден Красного Знамени (ЧССР);
- орден Красного Знамени (МНР);
- медаль «За Победу над Японией» (МНР).